# ستيلا أدلر
ستيلا أدلر (بالإنجليزية: Stella Adler)‏ ممثلة ومعلمة دراما أمريكية يهودية، ولدت سنة 10 فبراير 1901 وتوفيت سنة 21 ديسمبر 1992، أسست معهد ستيلا أدلر للتمثيل في نيويورك عام 1949، حيث درست فيه الكوميديا لأكثر من أربعين عاما لنخبة من نجوم هوليود أنذاك ولازال المعهد مستمراً.

## حياتها المبكرة
ولدت ستيلا أدلر في الجانب الشرقي السفلي من مدينة نيويورك. كانت الأبنة الصغرى لسارة و جاكوب أدلر.

## روابط خارجية
- ستيلا أدلر على موقع IMDb (الإنجليزية)
- ستيلا أدلر على موقع الموسوعة البريطانية (الإنجليزية)
- ستيلا أدلر على موقع روتن توميتوز (الإنجليزية)
- ستيلا أدلر على موقع ألو سيني (الفرنسية)
- ستيلا أدلر على موقع أول موفي (الإنجليزية)
- ستيلا أدلر على موقع قاعدة بيانات برودواي على الإنترنت (الإنجليزية)
- ستيلا أدلر على موقع قاعدة بيانات الأفلام السويدية (السويدية)
- ستيلا أدلر على موقع إن إن دي بي (الإنجليزية)
- ستيلا أدلر على موقع قاعدة بيانات الفيلم (الإنجليزية)
- ستيلا أدلر على موقع كينوبويسك (الروسية)